# 134 (số)
134 (một trăm ba mươi bốn) là một số tự nhiên ngay sau 133 và ngay trước 135.